# نفت‌گیر

نفت‌گیر گسلی

نفت‌گیر یا تله نفتی در زمین‌شناسی نفت به ساختاری زمین‌شناختی گفته می‌شود که سنگ مخزن و پوش‌سنگ یک مخزن نفتی را تحت تأثیر قرار داده و امکان تجمع منابع هیدروکربن در یک مخزن نفتی را فراهم می‌کند.
نفت‌گیر به مجموع سنگ مخزن و پوش‌سنگ آن می‌گویند که باعث به دام افتادن نفت در سنگ مخزن می‌شود.
معمولاً در مسیر حرکت نفت از سنگ منشأ، جریان نفت به پوش‌سنگ و تله‌هایی که نفت را در خود جای می‌دهد برخورد می‌کند. در صورتی که نفت در مسیر حرکت خود به هیچ تله‌ای برخورد نکند به سطح زمین راه خواهد یافت و در این صورت مواد سبک آن تبخیر شده و مواد سنگین آن همچون قیر در سطح زمین باقی می‌ماند؛ بنابراین نبود پوش‌سنگ مناسب منجر به فرار نفت از سنگ مخزن و عدم تجمع آن می‌شود.
نفت‌گیرها بر اساس منبع نیروی ایجاد آن‌ها به سه دسته تقسیم می‌شوند: نفت‌گیرهای ساختاری (structural trap)، نفت‌گیرهای چینه‌ای (stratigraphic trap) و نفت‌گیرهای ترکیبی (hybrid trap) که ترکیبی از دو نوع نخست هستند. نفت‌گیرهای ساختمانی یا ساختاری مهم‌ترین نوع تله‌های نفتی هستند و بیشتر مخازن نفتی کشف‌شده در دنیا دارای این نوع نفت‌گیر هستند.

## نفت‌گیرهای ساختاری
نفت‌گیر ساختاری یا ساختمانی نوعی نفت‌گیر است که در نتیجه تغییر ساختار زمین‌شناسی زیرسطحی بر اثر گسل‌خوردگی، زمین‌ساخت نمکی و فرایندهای گرانشی و چین‌خوردگی پدید می‌آید.

### نفت‌گیر تاقدیسی

نفت‌گیر تاقدیسی

تاقدیس نوعی چین به شکل گنبدی در طبقات یا لایه‌های زمین است که دو سمت آن رو به پایین باشد و لایه‌های قدیمی در مرکز چین‌خوردگی قرار دارند. اگر لایه‌ای از سنگ‌های نفوذپذیر در این شکل گنبدی وجود داشته باشد، آن‌گاه هیدروکربن‌ها می‌توانند در پوسته تاقدیس و تا نقطه سرریز (spill point) جمع شوند. نفت‌گیر تاقدیسی با اختلاف، مهم‌ترین نوع نفت‌گیر در صنعت نفت به‌شمار می‌رود. این نوع نفت‌گیرها اغلب به شکل گنبدهای بلند بیضوی در زمین هستند که اغلب با نگاه کردن به نقشه زمین‌شناسی یا پرواز بر فراز منطقه قابل مشاهده‌اند.
بیشتر نفت‌گیرهای شناخته‌شده، به لحاظ ساختاری شکل تاقدیس دارند. یک دلیل آن این است که شناسایی نفت‌گیرهای تاقدیسی به وسیلهٔ روش‌های لرزه‌نگاری ساده، راحت‌تر است و شناخت انواع دیگر تله‌های نفتی که حاصل ساختارهایی غیر از ساختار تاقدیس است مشکل‌تر بوده و نیاز به تکنولوژی پیشرفته‌تری دارد. البته دلیل دیگر این امر آن است که بیش‌تر نفت‌گیرهای موجود نیز از نوع تاقدیسی هستند.

### نفت‌گیر گسلی
این نوع نفت‌گیر بر اثر حرکت و جابه‌جایی لایه‌های نفوذپذیر و نفوذناپذیر سنگ در امتداد صفحه گسل پدید می‌آید. گسل‌های سنگ مخزن نفوذپذیر که در مجاورت سنگ‌های نفوذناپذیر قرار گرفته‌اند، باعث جلوگیری از مهاجرت نفت و منابع هیدروکربن می‌شود. در این‌گونه موارد ممکن است یک ماده نفوذناپذیر (مانند رس) در امتداد سطح گسل آغشته به نفت شده که مانع از مهاجرت نفت نیز می‌شود.
گسل‌ها باعث حرکت لایه‌های مختلف نسبت به هم می‌شوند و ممکن است باعث قرار گرفتن یک لایه متخلخل و تراوا در کنار لایه‌های کم‌تراوا شود و یک نفت‌گیر را تشکیل دهد.

## نفت‌گیرهای چینه‌ای
در نفت‌گیرهای چینه‌ای، وضعیت هندسی نفت‌گیر که اجازه تجمع هیدروکربن‌ها را می‌دهد که دارای منشأ رسوبی بوده و تحت تأثیر تغییرشکل تکتونیکی قرار نگرفته‌است. این نوع نفت‌گیرها را می‌توان در ساختارهای رسوبی کوچک، زیر یک دگرشیبی یا ساختارهای ناشی از خزش تبخیری‌ها یافت.
در نفت‌گیرهای چینه‌ای، عامل ایجاد نفت‌گیر عوامل تکتونیکی نیست، بلکه می‌تواند در اثر تغییر ماهیت چینه‌ای و تغییر ماهیت سنگ ایجاد شود که شامل نفت‌گیرهای مرجانی، نفت‌گیرهای دگرشیبی، نفت‌گیرهای گنبد نمکی و نفت‌گیرهای نازک‌شونده (pinch out) است.

### نفت‌گیر مرجانی
نحوهٔ تشکیل نفت‌گیر مرجانی بدین گونه است که در گذشته یک مرجان در کف دریا رشد کرده و روی آن را رسوبات ریزدانه پوشانده‌اند. مرجان به دلیل تخلخل بالا و تراوایی خوب می‌تواند به عنوان سنگ مخزن عمل کند و رسوبات دانه‌ریز روی آن نیز مانند یک پوش‌سنگ عمل کرده و یک نفت‌گیر را تشکیل می‌دهند.

### نفت‌گیر دگرشیبی
دگرشیبی یک ناهمسان‌گردی و تغییر ناگهانی در طبقات زمین است و می‌تواند در اثر عوامل مختلف مانند نبود رسوب‌گذاری در یک مدت زمان معین، فرسایش لایه‌ها و رسوب‌گذاری مجدد و غیره ایجاد شود. پس در سطوح دگرشیبی با دو منطقه روبرو هستیم که لایه زیرین آن می‌تواند تراوا و لایهٔ رویی آن ناتراوا باشد و بالعکس. در هر صورت در این فرایند نفت‌گیرهایی تشکیل می‌شود که به آن‌ها نفت‌گیرهای دگرشیبی گویند.

### نفت‌گیر گنبد نمکی

نفت‌گیر گنبد نمکی

توده‌های نمک به دلیل چگالی کمتر، از طریق سنگ‌های آواری به بالا رانده می‌شوند و سرانجام با شکافتن لایه‌های سطحی، در زمین ظاهر می‌شوند. این نمک‌ها نفوذناپذیر هستند و در زمان عبور از لایه‌های نفوذپذیر که در آن‌ها نفت در حال مهاجرت است، با مسدود کردن مسیر مهاجرت نفت می‌توانند مانند یک تله نفتی عمل کنند. این موضوع یکی از دلایل اهمیت توجه به بازتاب لرزه‌ای نمک‌های زیرسطحی در فرایند اکتشاف نفت، با وجود چالش‌های فنی متعدد همراه آن است.

### نفت‌گیر نازک‌شونده
در این نوع نفت‌گیر یک لایهٔ تراوا به درون یک لایهٔ ناتراوا می‌رود و یک تله نفتی را ایجاد می‌کند.

## نفت‌گیرهای ترکیبی

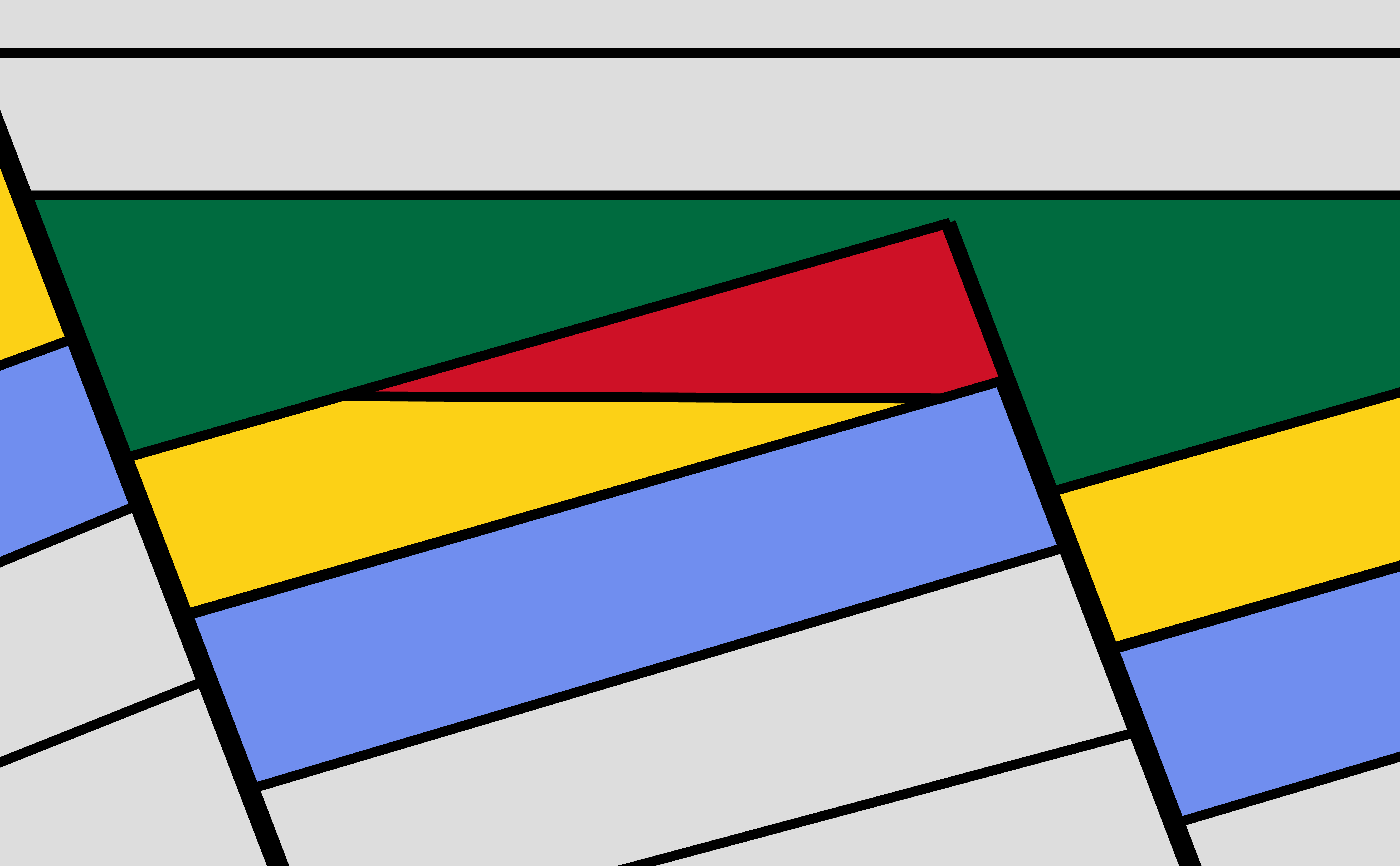
نفت‌گیر ترکیبی تشکیل‌شده بر اثر تراکم گل‌سنگ در گسل‌خوردگی یک بلوک مایل

نفت‌گیرهای ترکیبی حاصل ترکیب دو نوع نفت‌گیر ساختاری و چینه‌ای هستند. در بلوک‌های مایل وضعیت هندسی اولیه مخزن تحت تأثیر گسل و از نوع نفت‌گیر ساختاری است ولی پوش‌سنگ عموماً با تراکم رسوبات گل‌سنگ طی فرایند اقیانوسی‌شدن تشکیل می‌شود.

## نوشتارهای وابسته
- مخزن نفتی
- زمین‌شناسی ساختاری